# كريستينا كورينغو
كريستينا كورينغو (بالإسبانية: Cristina Cornejo)‏ هي رباعة بيروفية، ولدت في 9 يونيو 1985 في ليما في بيرو.

## وصلات خارجية
- كريستينا كورينغو على موقع أوليمبيديا (الإنجليزية)